# Маріо Де Мікелі
Маріо Де Мікелі (італ. Mario De Micheli, 3 лютого 1906, Рим — 2 червня 1965, там само) — італійський футболіст, що грав на позиції захисника. 
Виступав, зокрема, за клуб «Рома».

## Ігрова кар'єра
У дорослому футболі дебютував 1927 року виступами за команду «Фортітудо», в якій провів три сезони, взявши участь у 16 матчах чемпіонату.
В 1927 році команда об'єдналась з кількома іншими римськими колективами, утворивши клуб «Рома», до складу якого приєднався Маріо. Відіграв за «вовків» наступні п'ять сезонів своєї ігрової кар'єри. В 1928 році став з командою переможцем Кубка КОНІ, турніру, який двічі проводився в 1927 і 1928 роках для клубів, які не потрапили до фінального турніру національного чемпіонату.
Клуб виступав у новоствореній Серії А. Маріо грав на позиції захисника в парі з Ренато Бодіні. В 1931 році команда стала срібним призером чемпіонату, поступившись у турнірній таблиці лише «Ювентусу». 
Того ж року «Рома» дебютувала в Кубку Мітропи. В чвертьфіналі команда перемогла чехословацьку «Славію» (1:1, 2:1). У півфінальні «Рома» двічі поступилась австрійській «Вієнні» (2:3, 1:3) і вибула зі змагань.
Ще двічі у складі «Роми» ставав бронзовим призером чемпіонату Італії в 1929 і 1932 роках.
Завершив кар'єру на професійному рівні в клубі «Чівітавеккіна».

## Статистика виступів

### Статистика виступів у чемпіонаті
| Сезон   | Команда     | Чемпіонат | Чемпіонат | Чемпіонат |
| Сезон   | Команда     | Ліга      | Ігор      | Голів     |
| ------- | ----------- | --------- | --------- | --------- |
| 1924–25 | «Фортітудо» | 1Д        | 3         | 0         |
| 1925–26 | «Фортітудо» | 1Д        | 8         | 1         |
| 1926–27 | «Фортітудо» | ЧІ        | 8         | 0         |
| 1927–28 | «Рома»      | ЧІ        | -         | -         |
| 1928–29 | «Рома»      | ЧІ        | 14        | 0         |
| 1929–30 | «Рома»      | A         | 30        | 1         |
| 1930–31 | «Рома»      | A         | 16        | 0         |
| 1931–32 | «Рома»      | A         | 10        | 0         |

### Статистика виступів у кубку Мітропи
| №                      | Розіграш               | Стадія                 | Дата та місце проведення | Команда 1              | Рахунок                                           | Команда 2      | Голи та інші дії |
| ---------------------- | ---------------------- | ---------------------- | ------------------------ | ---------------------- | ------------------------------------------------- | -------------- | ---------------- |
| 1                      | 1931                   | 1/4                    | 4.07.1936, Прага         | Славія (Прага)         | 1:1 [Архівовано 6 серпня 2020 у Wayback Machine.] | Рома           |                  |
| 2                      | 1931                   | 1/4                    | 12.07.1936, Рим          | Рома                   | 2:1 [Архівовано 27 січня 2020 у Wayback Machine.] | Славія (Прага) |                  |
| 3                      | 1931                   | 1/2                    | 20.09.1931, Рим          | Рома (Рим)             | 2:3 [Архівовано 14 січня 2021 у Wayback Machine.] | Ферст Вієнна   |                  |
| 4                      | 1931                   | 1/2                    | 24.09.1931, Відень       | Ферст Вієнна           | 3:1 [Архівовано 14 січня 2021 у Wayback Machine.] | Рома (Рим)     |                  |
| Всього у кубку Мітропи | Всього у кубку Мітропи | Всього у кубку Мітропи | Всього у кубку Мітропи   | Всього у кубку Мітропи | 4                                                 |                | 0                |

## Титули і досягнення
- Срібний призер Чемпіон Італії (1):

«Рома»: 1930–1931
- Бронзовий призер Чемпіон Італії (2):

«Рома»: 1928-1929, 1931–1932
- Володар Кубка КОНІ (1):

«Рома»: 1928